# Paul Mishel
Paul Mishel (* 15. Juli 1862 in Danzig; † 8. August 1929 in Fangschleuse bei Berlin) war ein deutscher Landschaftsmaler.
Er war ein Meisterschüler des Landschaftsmalers Eugen Bracht. Mishels Malerei war keiner besonderen Stilrichtung zuzuordnen. Auf seinen Reisen quer durch Deutschland, aber auch nach Großbritannien, Schweden und Norwegen sammelte er die Motive für seine Werke. Ab etwa 1890 lebte er in Friedrichshagen, damals ein Ort bei der Stadt Cöpenick östlich von Berlin (heute ein Ortsteil des Berliner Bezirks Treptow-Köpenick). Zu seinen Freunden zählten unter anderem die Mitglieder des Friedrichshagener Dichterkreises um Wilhelm Bölsche und Bruno Wille. Im Jahr 1929 erkrankte Mishel. Während eines Erholungsaufenthaltes im nahegelegenen Fangschleuse starb Mishel an den Folgen eines Schlaganfalls.
Paul Mishel zählt zu den fast vergessenen deutschen Malern vom Ende des 19. Jahrhunderts bzw. Anfang des 20. Jahrhunderts.